# Dal Varešanović
Dal Varešanović (Viena, 23 de mayo de 2001) es un futbolista austriaco, nacionalizado bosnio, que juega en la demarcación de centrocampista para el Çaykur Rizespor de la Superliga de Turquía.

## Selección nacional
Tras jugar con la selección de fútbol sub-17 de Bosnia y Herzegovina y la sub-19 hizo su debut con la selección absoluta el 17 de junio de 2023 en un partido de clasificación para la Eurocopa 2024 contra Portugal que finalizó con un resultado de 3-0 a favor del combinado portugués tras los goles de Bernardo Silva y un doblete de Bruno Fernandes.

## Clubes
| Club            | País                 | Año       | Partidos | Goles |
| --------------- | -------------------- | --------- | -------- | ----- |
| F. K. Sarajevo  | Bosnia y Herzegovina | 2020-2023 | 66       | 15    |
| Çaykur Rizespor | Turquía              | 2023-     | 72       | 16    |